# Parafia św. Antoniego Padewskiego w Niedźwiedzicach
Parafia św. Antoniego Padewskiego w Niedźwiedzicach – parafia rzymskokatolicka w dekanacie Chojnów w diecezji legnickiej.  Jej proboszczem jest ks. mgr Emanuel Brzostek. Erygowana w 1992.
Miejscowości należące do parafii: Goliszów, Niedźwiedzice.